# Église Saint-Jean-Baptiste de Montcombroux-les-Mines
L'église Saint-Jean-Baptiste est une église catholique située à Montcombroux-les-Mines, en France.

## Localisation
L'église est située dans le département français de l'Allier, sur la commune de Montcombroux-les-Mines.

## Historique
L'édifice est inscrit au titre des monuments historiques en 1983 et classé en 1983.